# MODOKO — KEYAP (станція метро)
41°00′27″ пн. ш. 29°09′43″ сх. д. / 41.007387814867° пн. ш. 29.161999097925° сх. д.
MODOKO - KEYAP (тур. MODOKO - KEYAP) — проміжна метростанція на лінії М8 Стамбульського метро.  
Станція розташована під бульваром Неджип Фазила у мікрорайоні Есеншехір, Умраніє, Стамбул, Туреччина.
Станцію було відкрито 6 січня 2023

Конструкція: пілонна станція з укороченим центральним залом (глибина закладення — 33 м) типу горизонтальний ліфт має 12 ескалаторів і 3 ліфти.
Пересадки
- Автобуси: 11P, 14A, 14AK, 14CE, 14ES, 14S, 14T, 14TM, 14YE, 14ÇK, 14ŞB, 15SD, 19D, 19E, 19EK, 19ES, 19S, 19SB, 19V, 20D, 131T, 131YS, 320, UM74
- Маршрутки: 
  - Ускюдар - Алемдаг,
  - Бостанджи - Дудуллу,
  - Бостанджи - Кайшидаги - Дудуллу,
  - Бостанджи - Тавукчу-Йолу - Дудуллу,
  - Бостанджи - Ферхатпаша - Дудуллу

| Попередня станція | Лінія | Лінія                           | Лінія | Наступна станція     |
| ----------------- | ----- | ------------------------------- | ----- | -------------------- |
| İMES до Бостанджи |       | M8 (Стамбульський метрополітен) |       | Дудуллу до Парселлер |